# نامون
نامون هي مدينة في كوريا الجنوبية، تتبع مقاطعة جولا الشمالية، بلغ عدد سكانها 80,499 نسمة في 2015، تبلغ مساحتها 752.12 كيلومتر مربع.

## المناخ
يظهر الجدول التالي التغييرات المناخية على مدار السنة لنامون:
| البيانات المناخية لـنامون                                                     | البيانات المناخية لـنامون | البيانات المناخية لـنامون | البيانات المناخية لـنامون | البيانات المناخية لـنامون | البيانات المناخية لـنامون | البيانات المناخية لـنامون | البيانات المناخية لـنامون | البيانات المناخية لـنامون | البيانات المناخية لـنامون | البيانات المناخية لـنامون | البيانات المناخية لـنامون | البيانات المناخية لـنامون | البيانات المناخية لـنامون |
| الشهر                                                                         | يناير                     | فبراير                    | مارس                      | أبريل                     | مايو                      | يونيو                     | يوليو                     | أغسطس                     | سبتمبر                    | أكتوبر                    | نوفمبر                    | ديسمبر                    | المعدل السنوي             |
| ----------------------------------------------------------------------------- | ------------------------- | ------------------------- | ------------------------- | ------------------------- | ------------------------- | ------------------------- | ------------------------- | ------------------------- | ------------------------- | ------------------------- | ------------------------- | ------------------------- | ------------------------- |
| الدرجة القصوى °م (°ف)                                                         | 17.2 (63.0)               | 22.3 (72.1)               | 26.5 (79.7)               | 30.9 (87.6)               | 35.2 (95.4)               | 35.5 (95.9)               | 37.5 (99.5)               | 37.0 (98.6)               | 34.0 (93.2)               | 31.4 (88.5)               | 26.7 (80.1)               | 19.0 (66.2)               | 37.5 (99.5)               |
| متوسط درجة الحرارة الكبرى °م (°ف)                                             | 5.0 (41.0)                | 8.2 (46.8)                | 13.2 (55.8)               | 19.9 (67.8)               | 24.6 (76.3)               | 27.9 (82.2)               | 29.9 (85.8)               | 30.6 (87.1)               | 27.3 (81.1)               | 21.9 (71.4)               | 14.5 (58.1)               | 7.4 (45.3)                | 19.2 (66.6)               |
| المتوسط اليومي °م (°ف)                                                        | −1.4 (29.5)               | 1.0 (33.8)                | 5.6 (42.1)                | 11.9 (53.4)               | 17.4 (63.3)               | 22.0 (71.6)               | 25.0 (77.0)               | 25.2 (77.4)               | 20.6 (69.1)               | 13.4 (56.1)               | 6.5 (43.7)                | 0.4 (32.7)                | 12.3 (54.1)               |
| متوسط درجة الحرارة الصغرى °م (°ف)                                             | −6.8 (19.8)               | −5.2 (22.6)               | −1.3 (29.7)               | 4.0 (39.2)                | 10.4 (50.7)               | 16.7 (62.1)               | 21.1 (70.0)               | 21.1 (70.0)               | 15.2 (59.4)               | 6.6 (43.9)                | 0.2 (32.4)                | −5.2 (22.6)               | 6.4 (43.5)                |
| أدنى درجة حرارة °م (°ف)                                                       | −21.9 (−7.4)              | −19.3 (−2.7)              | −11.6 (11.1)              | −6.2 (20.8)               | −0.9 (30.4)               | 6.3 (43.3)                | 12.0 (53.6)               | 9.6 (49.3)                | 3.8 (38.8)                | −3.7 (25.3)               | −13.6 (7.5)               | −19.3 (−2.7)              | −21.9 (−7.4)              |
| الهطول مم (إنش)                                                               | 31.2 (1.23)               | 41.0 (1.61)               | 52.5 (2.07)               | 71.5 (2.81)               | 111.0 (4.37)              | 176.7 (6.96)              | 298.9 (11.77)             | 346.1 (13.63)             | 137.0 (5.39)              | 46.3 (1.82)               | 42.8 (1.69)               | 25.4 (1.00)               | 1٬380٫4 (54.35)           |
| متوسط أيام هطول الأمطار (≥ 0.1 mm)                                            | 8.4                       | 7.1                       | 8.3                       | 7.7                       | 8.9                       | 9.8                       | 14.9                      | 15.5                      | 8.4                       | 5.9                       | 7.1                       | 7.3                       | 109.3                     |
| متوسط الأيام المثلجة                                                          | 8.1                       | 5.4                       | 1.8                       | 0.4                       | 0.0                       | 0.0                       | 0.0                       | 0.0                       | 0.0                       | 0.0                       | 2.4                       | 6.6                       | 24.3                      |
| متوسط الرطوبة النسبية (%)                                                     | 71.9                      | 67.5                      | 64.8                      | 62.1                      | 66.6                      | 72.5                      | 79.1                      | 78.8                      | 75.6                      | 73.9                      | 73.4                      | 74.2                      | 71.7                      |
| ساعات سطوع الشمس الشهرية                                                      | 157.5                     | 175.0                     | 203.0                     | 222.1                     | 223.5                     | 182.9                     | 159.0                     | 176.4                     | 181.2                     | 197.6                     | 162.7                     | 156.0                     | 2٬199٫3                   |
| نسبة وصول أشعة الشمس                                                          | 50.5                      | 56.9                      | 54.7                      | 56.6                      | 51.4                      | 42.0                      | 35.9                      | 42.2                      | 48.7                      | 56.4                      | 52.5                      | 51.2                      | 49.4                      |
| المصدر: Korea Meteorological Administration (percent sunshine and snowy days) |                           |                           |                           |                           |                           |                           |                           |                           |                           |                           |                           |                           |                           |

## أعلام
- شين جون سوب